# 녹조

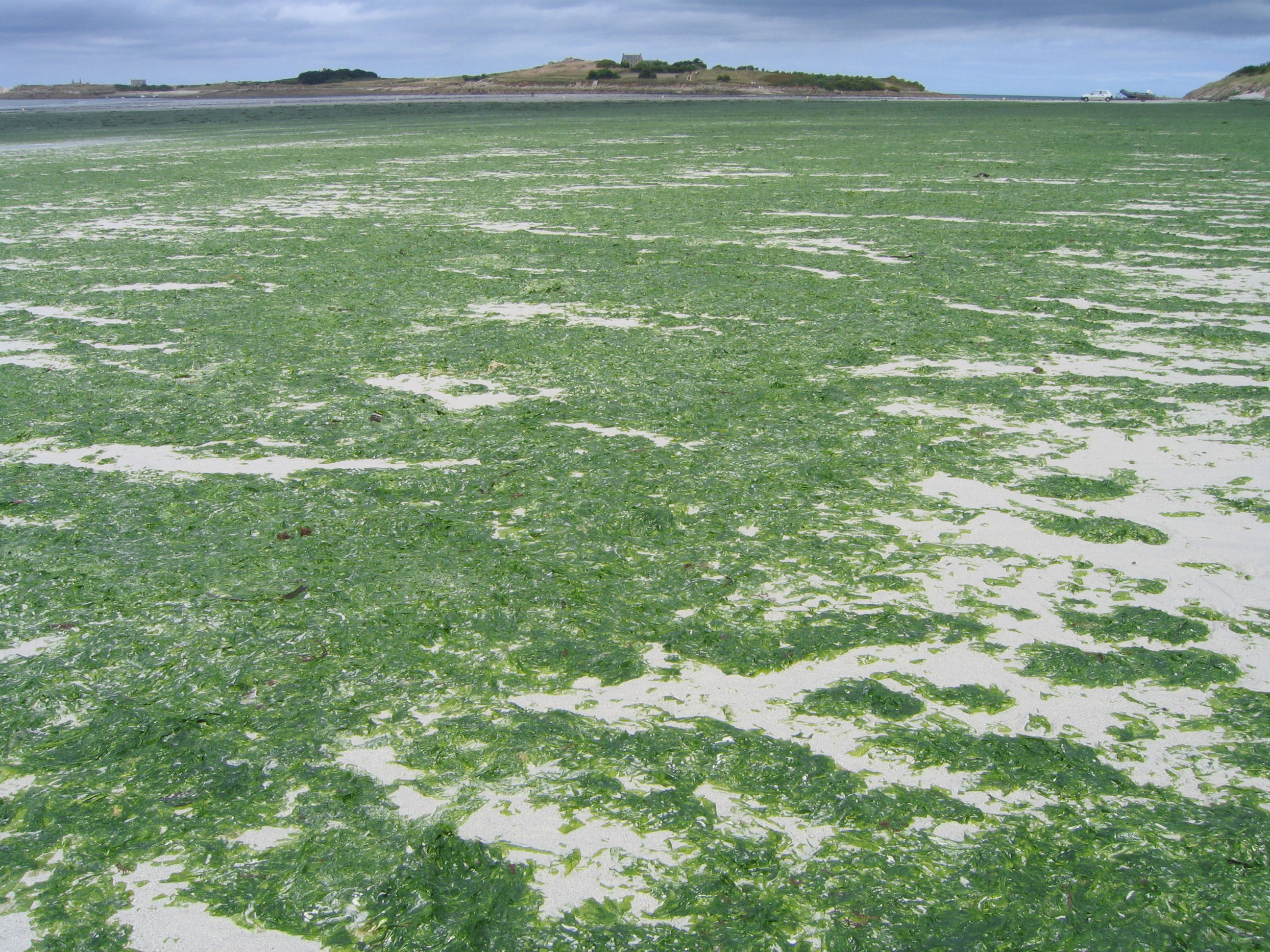
녹조

녹조(綠潮, 영어: water bloom)는 부영양화된 호수나 유속이 느린 하천이나 정체된 바다에서 부유성의 조류가 대량 증식하여 수면에 집적하여 물색을 현저하게 녹색으로 변화시키는 현상이다. 적조와 함께 조류 대증식(algal bloom)의 일종이다. 부영양화는 물에 탄소, 질소(N) 및 인(P)과 같이 플랑크톤의 번식에 양분이 될 물질들이 많이 쌓여 일어난다. 이같은 물질들은 주로 공장폐수나 가정하수 등에 많이 들어있고 연못처럼 고여있는 물에서는 더 빠른 속도로 진행된다.
녹조로 인해 대번성한 조류는 광합성이 진행되지 않고 호흡만 이루어 지는 시간대에 많은 산소를 소비하여 결과적으로 물의 용존산소량(DO)을 줄이며, 이는 녹조가 수생생물들을 위협하는 주된 원인이다.

## 예방
녹조가 발생하기 위한 3대조건은 영양염류와 수온, 그리고 햇볕이다. 
이 조건이 모두 갖추어지면 녹조가 발생하고, 유속이 느리거나 물이 정체된 곳에서 잘 일어나는 경향이 있다. 
녹조가 생성되는 3가지 조건을 제어하면 예방이 가능하지만 햇볕의 제어는 거의 불가능하다. 수온의 경우, 수량을 늘리거나 대규모 댐을 만드는 것이 수온을 낮추는데 도움이 된다. 또, 탄소, 질소(N), 인(P) 등의 영양염류가 하천으로 들어오는 것을 막아야 하는데, 이 같은 물질은 주로 공장폐수나 가정하수 등에 많이 들어있다.
그리고 물이 고여 있으면 질소나 인 등의 성분이 플랑크톤을 불러 모으기 때문에 녹조현상이 더 빠른 속도로 진행된다. 따라서 영양염류가 하천으로 들어오는 것을 막거나 유속을 늘려 질소, 인 등의 영양염류가 쌓이지 않도록 해야 한다.

## 대처
녹조 현상의 응급처치는 CuSO4를 쓴다. 그러나 추가적인 환경오염이 발생할 수 있다는 단점이 있다.
황토를 살포하여 조류를 응집시켜 제거하는 방법도 있다. 이 방법의 단점은 응집되어 가라앉은 조류가 부패하면서 오염을 일으킬 수 있다는 것이다.

## 같이 보기
- 녹조식물
- 적조